# Idaea osseata
Idaea osseata là một loài bướm đêm trong họ Geometridae.